# Federação Líbia de Voleibol
A Federação Líbia de Voleibol  (em inglêsːLibyan Volleyball Federation, LVF) é  uma organização fundada em 1968 que governa a pratica de voleibol em Líbia, sendo membro da Federação Internacional de Voleibol e da Confederação Africana de Voleibol, a entidade é responsável por  organizar  os campeonatos nacionais de  voleibol masculino e feminino no país.